# Cabasa (geslacht)
Cabasa is een vliegengeslacht uit de familie van de roofvliegen (Asilidae).

## Soorten
- C. glabrata (Walker, 1861)
- C. honesta (Walker, 1858)
- C. pulchella (Macquart, 1846)